# Tholus

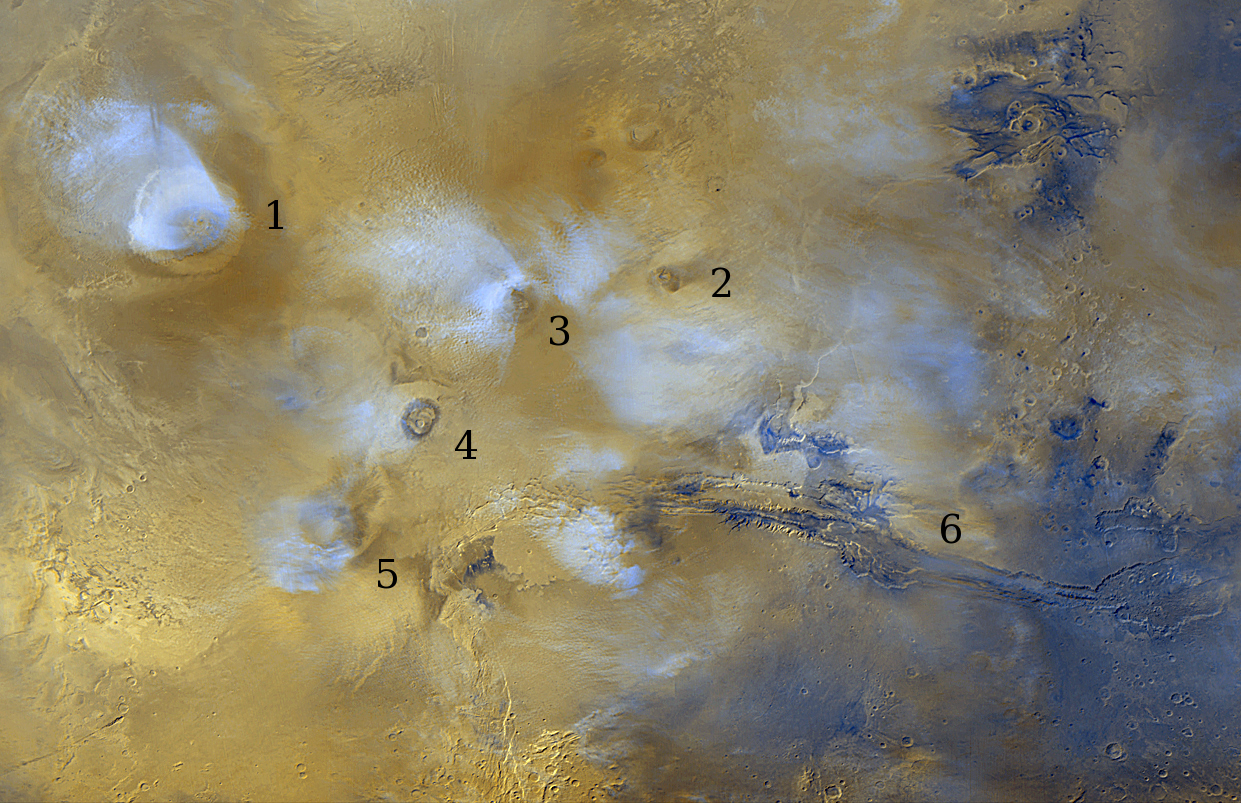
Contrassegnato col numero 2 il Tharsis Tholus su Marte

Tholus (plurale: tholi) è un termine latino, indicante nel significato letterale una cupola o una volta, utilizzato nel campo dell'esogeologia per indicare monticelli o piccoli rilievi, eventualmente di origine vulcanica, presenti sulla superficie di pianeti o altri corpi celesti. Per questo motivo si contrappone all'espressione mons, riservata alle montagne e ai rilievi più pronunciati. 
Il nome di tholus è stato assegnato dall'Unione Astronomica Internazionale a formazioni geologiche presenti sulle superficie di Venere, di Marte, del satellite gioviano Io, del pianeta nano Cerere e dell'asteroide 4 Vesta.